# Медузи (подтип)
Медузите (Medusozoa) са подтип животни от тип Мешести (Cnidaria).

## Класове
- Cubozoa – Кубомедузи
- Hydrozoa – Хидровидни
- Polypodiozoa
- Scyphomedusa
- Scyphozoa – Същински медузи